# فرديناند بوير
فرديناند بوير (بالفرنسية: Ferdinand Boyer)‏ هو محامي وسياسي فرنسي، ولد في 12 أكتوبر 1823 في نيم في فرنسا، وتوفي في 26 يوليو 1885 في بوي دي دوم في فرنسا. انتخب bâtonnier de l'ordre des avocats de Nîmes ‏ (1868 – 1870) وانتخب نائب فرنسي عن دائرة غارد (1871 – 1885).